# Virgilio Uribe
José Virgilio Uribe Robles (26 de mayo de 1896-21 de abril de 1914), fue un cadete mexicano que se caracterizó por su heroica lucha en la defensa nacional durante la Ocupación estadounidense de Veracruz el 21 de abril de 1914. 

## Primeros años
Nació el 26 de mayo de 1896 en la Ciudad de México, Distrito Federal. Fue hijo de Élfego Uribe y de Soledad Robles. Cursó la primaria en la capital mexicana en la Escuela Nacional Primaria Comercial Doctor Mora. Luego, el 25 de junio de 1912 ingresó como alumno interno de la Escuela Naval Militar en la carrera de oficial de guerra en la Armada.

## Carrera militar
Luego de solicitar el consentimiento de su padre fue dado de alta el 1 de septiembre de 1912 como alumno interno de la Escuela Naval Militar.
A pesar de contar con una constitución física débil, eso no le impidió prestar su servicio militar. A su ingreso solo contaba con dieciséis años de edad. A los diecinueve meses de haber causado alta como alumno interno del plantel naval de Veracruz, se presentaron los sucesos en que habría de defender la plaza veracruzana.
El 21 de abril de 1914 el cadete Virgilio Uribe, al igual que todos sus compañeros de escuela, tomó las armas y defendió la soberanía y dignidad nacionales. El cadete Virgilio Uribe estaba ubicado en uno de los balcones, viendo hacia el norte del segundo piso del edificio, próximo a donde se encontraba el comodoro Manuel Azueta.
La resistencia ofrecida por los cadetes mexicanos motivó a que, para abatirles, el buque estadounidense Prairie desatara el fuego de sus baterías en contra del plantel militar. Virgilio Uribe luchó una y otra vez agotando las cargas de su arma. Precisamente cuando estaba introduciendo en su fusil una nueva carga, una bala enemiga penetró en su frente, destrozándole el cráneo en su parte posterior. Cayó de espaldas mortalmente herido; su compañero Carlos Meléndez, quien estaba a su lado, le tomó en sus brazos y solicitó ayuda urgente.
Fue llevado aún con vida al dormitorio de la Segunda Brigada, donde se le practicó la primera curación por el practicante Luis Moya. El fuego continuó hasta poco antes de las cinco de la tarde, siendo trasladado en ese pequeño receso al hospital con unos miembros de la Cruz Roja, donde poco después falleció. Tenía 18 años. Uribe recibió homenajes por su actuación durante la resistencia al invasor. El 29 del mismo mes se le otorgó la condecoración de oro de la Segunda Invasión Norteamericana, en tanto que por disposición presidencial se le concedieron, en nombre de la patria, los siguientes honores póstumos:

1.- Que sea ascendido a Subteniente de la Armada, y figure con este empleo en el primer lugar del escalafón general de la propia armada, expresándose que sucumbió combatiendo en defensa de la patria.

2.- Que se le conceda la condecoración de oro a que se refiere el artículo 1o., del Decreto número 478, fecha de hoy, cuya condecoración, con el diploma respectivo, se entregarán a sus deudos por una comisión, que al efecto se nombrará.

3.- Que se haga su retrato al óleo y se coloque en la Sala de Actos de la Escuela Naval Militar, con la ceremonia que cuando sea oportuno se dispondrá.

4.- Que encabece en lo sucesivo las listas de revista de la repetida Escuela Naval, con la misma anotación antes dicha, de haber sucumbido combatiendo en defensa de la patria, contra la segunda invasión norteamericana, en Veracruz, el 21 del mes en curso.

## Honores
En el Puerto de Veracruz, existen jardín de niños, escuela primaria, secundaria, así como una calle y una colonia llevan su nombre. Hay una estatua afuera del Edificio del Faro Presidente Venustiano Carranza, muy cerca de la antigua escuela Naval en donde se tuvo el enfrentamiento con los invasores estadounidenses.
Al sur de la Ciudad de México, en la Alcaldía Xochimilco, entre enero de 1967 y julio de 1968 se construyó la piscina olímpica de remo y canotaje, la cual sería usada para los Juegos Olímpicos de México en 1968. Dichas instalaciones fueron bautizadas con el nombre del cadete, a efecto de honrar su memoria y su sacrificio.